# Kunshan
För andra betydelser, se Kunshan (olika betydelser).
Kunshan är en stad på häradsnivå som lyder under Suzhous stad på prefekturnivå i Jiangsu-provinsen i östra Kina. Den ligger  omkring 220 kilometer öster om provinshuvudstaden Nanjing.